# Editura de Vest
Editura de Vest este continuatoarea de facto a Editurii Facla, care a fost fondată la 26 ianuarie 1972 ca editură de stat, și-a schimbat numele în cel actual în 1990 și a devenit o instituție privată în 1999. 